# Peter Loudon
Peter Loudon (* 17. November 1966 in Perth) ist ein schottischer Curler.
Sein internationales Debüt hatte Loudon im Jahr 1988 bei der Curling-Juniorenweltmeisterschaft in Füssen, er blieb aber ohne Medaille. Bei der EM 1996 wurde er erstmals Europameister. Bei der EM 1999 und 2007 konnte Loudon den Titel des Europameisters erneut gewinnen.
Loudon spielte als Lead für Großbritannien bei den Olympischen Winterspielen 2002 in Salt Lake City. Die Mannschaft belegte den siebten Platz.

## Erfolge
- Weltmeister 1999
- Europameister 1996, 1999, 2007
- 2. Platz Weltmeisterschaft 1995, 2008
- 3. Platz Weltmeisterschaft 1997, 2002